# Solae
Solae est une tour d'essai d'ascenseur située à Inazawa au Japon.
Elle a été mise en service en 2007. Elle appartient à l'entreprise Mitsubishi Electric. Elle mesure 173 mètres de haut. Son cout de construction avoisine les 50 millions de dollars. Elle a été conçue par Mitsubishi Jisho Sekkei. Sa conception prend en compte les facteurs environnementaux locaux, notamment les risques sismiques et les vents.
Elle est utilisée pour tester des ascenseurs rapides et de grande capacité, ainsi que de nouveaux types de câbles et de systèmes de sécurité.